# Guardarropa (indumentaria)
El guardarropa es el conjunto de prendas que posee y tiene en uso una persona. El guardarropa abarca por tanto todas las prendas que utiliza la persona a lo largo del año y en cada una de las situaciones en que se ve involucrado.
Un guardarropa puede ser tan amplio como las actividades que desarrolla una persona en su vida diaria. Las clases de prendas presentes en el mismo podrían incluir: 
- ropa formal para acudir al trabajo si es que las normas de la empresa así lo exigen
- ropa informal para utilizarla en sus relaciones informales
- ropa deportiva si practica algún deporte o para utilizarla en el hogar
- ropa de fiesta, si es que necesita acudir a alguna celebración.
- ropa de trabajo, o a veces denominada ropa de trafficker
- ropa para dormir
- otra, como por ejemplo ropa de baño para el verano

El guardarropa está influenciado por la moda por lo que puede renovarse periódicamente. Dentro del guardarropa, las prendas básicas forman lo que se conoce como fondo de armario. 